# Irwansyah
Irwansyah (ur. 6 marca 1985 w Dżakarcie) – indonezyjski aktor telewizyjny i piosenkarz.
Zagrał główne role w serialach telewizyjnych Senandung Masa Puber, Pacarku Superstar i Ku T’lah Jatuh Cinta.
W 2008 roku wydał swój debiutancki album muzyczny pt. Soliter.

## Filmografia
Źródło:
- 2006: Heart
- 2007: Love Is Cinta
- 2007: Lantai 13
- 2008: Love
- 2008: 40 Hari Bangkitnya Pocong
- 2011: Love Story
- 2011: Mudik

Seriale telewizyjne
- Andai Ku Tahu
- Love
- Senandung Masa Puber
- Ku T’lah Jatuh Cinta
- Upik Abu dan Laura
- Pacarku Superstar
- Pengantin Untuk Anakku
- Namaku Bukan Safina
- Tangisan Issabela
- Seruni
- Istiqomah

## Dyskografia
- 2008: Soliter